# Castianeira insulicola
Castianeira insulicola är en spindelart som beskrevs av Embrik Strand 1916. Castianeira insulicola ingår i släktet Castianeira och familjen flinkspindlar. Inga underarter finns listade.